# Månsträsket, Lappland
Månsträsket är en sjö i Arvidsjaurs kommun i Lappland och ingår i Byskeälvens huvudavrinningsområde. Sjön har en area på 3,09 kvadratkilometer och ligger 447 meter över havet. Månsträsket ligger i Byskeälven Natura 2000-område.

## Delavrinningsområde
Månsträsket ingår i det delavrinningsområde (727440-163317) som SMHI kallar för Utloppet av Månsträsket. Medelhöjden är 478 meter över havet och ytan är 18,76 kvadratkilometer. Räknas de 2 avrinningsområdena uppströms in blir den ackumulerade arean 45,47 kvadratkilometer. Garneälven som avvattnar avrinningsområdet har biflödesordning 3, vilket innebär att vattnet flödar genom totalt 3 vattendrag innan det når havet efter 183 kilometer. Avrinningsområdet består mestadels av skog (53 procent) och sankmarker (28 procent). Avrinningsområdet har 3,15 kvadratkilometer vattenytor vilket ger det en sjöprocent på 16,8 procent.